# Buray

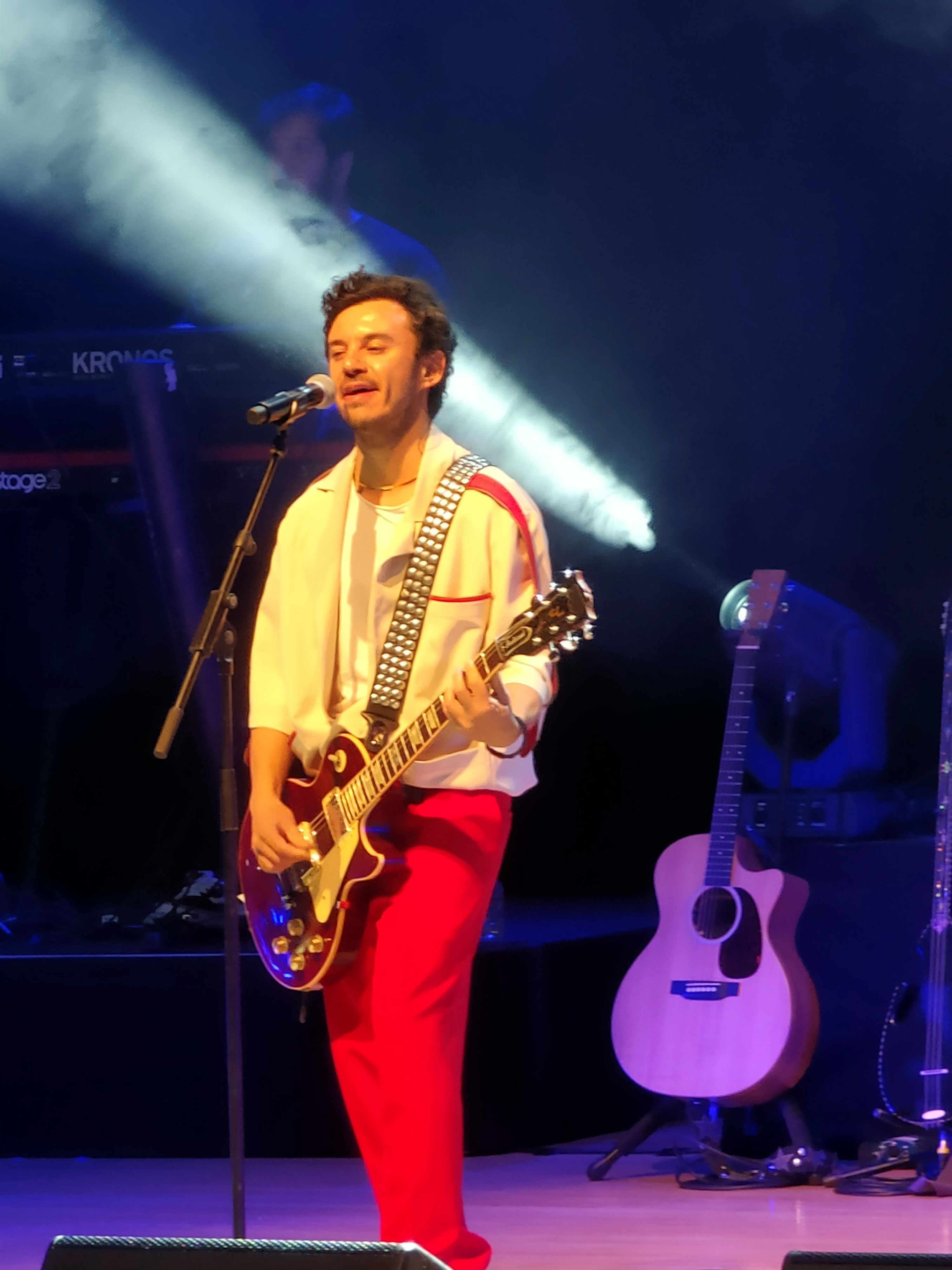
Buray (2022)

Buray Hoşsöz (* 15. Juni 1984 in Nikosia), auch bekannt unter seinem Künstlernamen Buray, ist ein türkisch-zyprischer Popmusiker und Songwriter.

## Karriere
Seine Musikkarriere begann im Jahr 2013, der kommerzielle Durchbruch gelang ihm jedoch erst zwei Jahre später mit der Single İstersen. Der deutsche DJ Alle Farben hat von dem Song einen Remix veröffentlicht.
Buray begleitete zudem viele türkische Künstler wie Haluk Levent, Rober Hatemo, Soner Arıca, Gökhan Tepe, Berksan und İzel bei Konzerten in Zypern als Gitarrist.
Im Jahr 2021 gewann er einen Altın Kelebek Award in der Kategorie Bestes Musikvideo (für Deli Kız).

## Diskografie

### Alben
- 2015: 1 Şişe Aşk
- 2016: Sahiden
- 2018: Kehanet
- 2021: Başka Hikayeler
- 2023: Al Senin Olsun Dünya

### Remixalben
- 2015: İstersen (Remixes)
- 2020: Deli Kız (Remixes)

### Live-Alben
- 2025: Home Session Pt. 1-3

### EPs
- 2024: Serseri Ruhum

### Singles
| - 2013: So Close (mit Backyard Job) - 2014: Hayat Sürer - 2015: İstersen (auch als Alle Farben Remix veröffentlicht) - 2015: Sen Sevda Mısın? - 2016: Kimsenin Suçu Yok - 2016: Aşk Mı Lazım - 2017: Seni Sevmiyorum Artık - 2017: Yeter Ki (mit What Da Funk) - 2017: Mecnun - 2017: Sahiden - 2018: Deli Divane (Hintergrundstimme: Simge) - 2018: Aşk Bitsin - 2018: Aşk Layık Olanda Kalmalı - 2019: Kabahat Bende - 2019: Ben Ölmeden Önce (mit Emrah Karaduman) - 2019: 40 Asırlık (mit Ozan Doğulu) - 2019: Aşka Extra'nı Kat - 2019: Tac Mahal - 2019: Kimler Geldi Kimler Geçti - 2020: Kış Bahçeleri - 2020: Rampapapam (mit Arem Ozguc, Arman Aydin, KÖK$VL & Feride Hilal Akın) - 2020: Deli Kız - 2020: Aşk Ne Güzel Şey (mit Evrencan Gündüz & Erkin Arslan) - 2020: Senin Yüzünden (mit Arem Ozguc & Arman Aydin) - 2021: Yüreksiz Tilki | - 2021: Alaz Alaz - 2021: Çift Gökkuşağı - 2021: Nasıl Unuturum - 2021: 1938 (mit Erkin Arslan) - 2021: Leylâ (mit Coşkun Karademir) - 2022: Deals with the Devil (mit Ilkay Sencan) - 2022: Kara Gözlüm (mit Emrah Karaduman) - 2022: Aşk Yeniden - 2022: Yangın Var (mit Arem Ozguc & Arman Aydin) - 2022: Girdap - 2022: Here Comes The Dawn (mit Erk Emindayi) - 2022: Yok Mu? - 2023: Self Control - 2023: Beni Affet (mit Ceren Gündoğdu) - 2023: Olmuşum Leyla - 2023: Yaz Yağmuru - 2023: İnci - 2023: Darmadağın - 2024: Yıllar Sonra - 2024: Al Senin Olsun Dünya - 2024: Bedduam Yok - 2024: Kalbime Kalbime - 2024: Ne Oldu Bize - 2025: Istanbul Bile (mit Sena Şahin) - 2025: Buzlu Cam |

### Gastauftritte
- 2017: Gelmiyor Musun? (von Özgün – Hintergrundstimme)
- 2017: Takvim (von Bahadır Tatlıöz; zusammen mit İlyas Yalçıntaş – Hintergrundstimme)
- 2020: Aldırma (von Bahadır Tatlıöz – Hintergrundstimme)

### Songwriting (Auswahl)
- 2016: Yağmur (von Ozan Doğulu & Ziynet Sali)
- 2016: Bu Defa Son (von Demet Akalın)

## Filmografie
- 2021: Ada Masalı

## Auszeichnungen
- 2021: Altın Kelebek Award in der Kategorie Bestes Musikvideo (für Deli Kız)